# Рыбинск (поезд)
«Рыбинск» — пассажирский местный поезд № 601Я/602Я, курсирующий по маршруту Рыбинск — Москва — Рыбинск.

## Описание
Это единственный поезд дальнего следования с длительной историей — а в 2001—2015 годах и вовсе единственный — на Савёловском направлении (с конца XX века Савёловский вокзал обслуживает исключительно пригородные поезда, и потому поезд до осени 2021 года отправлялся с Белорусского вокзала). На данный момент поезд отправляется с Восточного вокзала.
В советское время этот медленный поезд, обслуживавший малонаселённые и плоходоступные по автомобильным дорогам территории, числился «колбасным» (на нём жители провинции ездили в Москву за продуктами). По мнению М. Забокова это была «целая минорная оратория российской действительности под неторопливый перестук монотонно солирующих вагонных колес».
До конца 2012 года поезд был «фирменным», лишение его этого статуса было связано с конкуренцией со стороны автобусного сообщения и необходимостью снижения тарифов.